# Radetzkystraße (Wien)
Die Radetzkystraße befindet sich im 3. Wiener Gemeindebezirk, Landstraße. Sie wurde vom Wienfluss ostwärts vor 1864 nach Feldmarschall Josef Wenzel Radetzky von Radetz benannt und 1909 um den Abschnitt vom Radetzkyplatz zur Franzensbrücke verlängert; dieser Teil hieß bis 1909 Prager Reichsstraße.

## Geschichte
Der Bezirk entstand 1850 im Zuge der Eingemeindung Dutzender Vorstädte in die Stadt Wien. Darunter befand sich die an Wienfluss und Donaukanal grenzende Vorstadt Weißgerber. Die Radetzkystraße wurde auf dem Gelände des ehemaligen Pfefferhofes dieser Vorstadt (eines Gasthofs mit großem Garten) angelegt, eine Querstraße wurde Pfefferhofgasse genannt. Die Straße wurde 1860 neu angelegt, im Jahr 1864 war sie bereits im Wiener Adressbuch verzeichnet und ursprünglich führte sie nur vom Wienfluss zum Radetzkyplatz. Die stadtzentrumsseitig anschließende Wienflussbrücke heißt seit 1869 Radetzkybrücke.
1909 wurde ein vom Radetzkyplatz nordwärts führendes, mittlerweile isoliertes Teilstück der historischen Prager (Reichs-)Straße in die Radetzkystraße einbezogen. Diese reicht seit damals bis zur Franzensbrücke über den Donaukanal, wo auf dem anderen Flussufer die Franzensbrückenstraße zum Verkehrsknotenpunkt Praterstern im 2. Bezirk anschließt. Diese Umbenennung bzw. Einbeziehung war nicht zuletzt wegen der 1905 erfolgten Eingemeindung von Floridsdorf nötig, da es dann (bis 1909) drei Straßen namens Prager Straße gab. (Das dritte, ebenfalls isolierte Teilstück im 2. Bezirk heißt seit 1909 Alliiertenstraße.)
Das dem Stadtzentrum näher liegende Teilstück der Radetzkystraße liegt seit 2001 in der Außenzone des Weltkulturerbes Historisches Zentrum von Wien. Zwischen den Nrn. 2A bis 22 (gerade Seite) bzw. 3 bis 23 (ungerade Seite) gehören die Gebäude zu der von der Stadt Wien definierten baulichen Schutzzone Untere Weißgerber.

## Lage und Charakteristik
Die Radetzkystraße ist ein langgestreckter, am Radetzkyplatz in einem stumpfen Winkel gebrochener Straßenzug, der einen ziemlich einheitlichen Baucharakter aufweist. Der Straßenverlauf beginnt vis-a-vis der Urania auf der anderen Seite der Einmündung des Wienflusses in den Donaukanal direkt im Anschluss an die Radetzkybrücke. Der Beginn der Straße ist durch das Gebäude der Wiener Rettungsgesellschaft akzentuiert und führt im ersten Abschnitt durch eine geschlossene Zeile eines Ensembles viergeschoßiger frühhistoristischer Zinshäuser aus den 1860er Jahren. Die Straßenfronten sind an beiden Seiten rasterförmig gegliedert und mit frühhistoristischer Bauornamentik verziert. Im weiteren Verlauf der Radetzkystraße vom Radetzkyplatz bis zur Franzensbrücke ist das Straßenbild wesentlich uneinheitlicher.

## Bauwerke

### Dreifaltigkeitssäule
Die Dreifaltigkeitssäule wurde nach 1683 zur Erinnerung an eine während der Osmanischen Belagerung zerstörte Dreifaltigkeitskapelle errichtet. Über einen mit Inschriften versehenen Volutensockel erhebt sich eine Säule mit Engelskopfkapitell und darauf befindet sich eine steinerne Dreifaltigkeitsgruppe auf einer Halbkugel. An diesem Platz steht sie seit 1856. Die Säule steht unter Denkmalschutz.

### Nr. 1: Gebäude der Wiener Rettungsgesellschaft
Das Gebäude der Zentralsanitätsstation Radetzkystraße wurde in den Jahren 1897 bis 1899 von den Architekten Ferdinand Hrach und F. von Gruber sowie Ingenieur Franz Böck mit der Union-Baugesellschaft erbaut. Es bildet eine repräsentative Ecklösung gegen die Urania. Das Bauwerk, bis heute Zentrale der Wiener Rettung, steht unter Denkmalschutz.

### Nr. 2: Bundesamtsgebäude
Das Bundesamtsgebäude (derzeit Sitz des Verkehrsministeriums und des Bundesministeriums für Kunst, Kultur, öffentlichen Dienst und Sport) wurde 1980–1986 von Peter Czernin erbaut. Es ist in der Form von drei ringförmigen Achtecken erbaut, die die Höfe umschließen. An den Ecken befinden sich Doppeltürme mit Bundesländerwappen, die Fassaden sind mit buntem Glas gestaltet. Vor dem Gebäude befinden sich sieben Skulpturen und im Eingangsbereich ein Torso, jeweils von Anton Hanak. Eine weitere Skulptur von Hanak (sowie eine von Gero Schwanberg) befindet sich um die Ecke in der Vorderen Zollamtsstraße.

### Nr. 2A: Gymnasium
Ebenfalls am stadtzentrumsseitigen Beginn der Straße befindet sich das 1873 errichtete Gebäude des Bundesgymnasiums und Bundesrealgymnasiums Radetzkystraße, in dem u. a. Bruno Kreisky und Matti Bunzl in die Schule gingen. Das RG 3 ist Angaben auf der Schulwebsite zufolge das älteste – noch bestehende –, 1851 gegründete Realgymnasium Österreichs.

### Nr. 3
In diesem Haus wohnte die damals zweijährige Veneziana Taubner-Calderon, seit 1934 Veza Canetti, vor dem 2. August 1900 ein Jahr lang mit ihren Eltern. Dann übersiedelte die Familie in den 2. Bezirk, Tempelgasse 6. Zufälligerweise wohnte zwischen 10. September 1924 und 8. Oktober 1925 auch ihr späterer Mann Elias Canetti als knapp zwanzigjähriger Chemiestudent in diesem Haus, wobei das "Jahr in der Radetzkystraße [...] das 'gedrückteste Jahr' gewesen [sei], das er in Erinnerung habe".

### Nr. 5: Stein des Gedenkens
Vor diesem frühhistoristischen Gebäude befindet sich ein Stein des Gedenkens, den der Verein „Steine des Gedenkens für die Opfer der Shoah“ 2008 vor dem Haus angebracht hat. Text: "Hier war ein Sammellager für 380 Jüdinnen und Juden. Sie wurden in Vernichtungslager deportiert - nur 2 Personen überlebten."

### Nr. 6: Bürgerhaus
Das Gebäude wurde 1860 von Baumeister Wilhelm Gross errichtet. Es ist das Geburtshaus des Dichters Anton Wildgans, für ihn ist eine Gedenktafel mit Bronzereliefkopf angebracht. Der aus dem Jahr 2012 stammende Aufbau auf dem Dach wurde von der Struktur her wie ein um einen Platz gruppiertes tunesisches Dorf konzipiert.

### Nr. 7: Bürgerhaus
Das Gebäude wurde 1861 von Baumeister Eduard Kuschée gebaut.

### Nr. 8: Bürgerhaus
Das Gebäude wurde 1860 von Baumeister Eduard Kuschée gebaut. Die beiden Mittelfenster weichen von der sonstigen Rasterform ab.

### Nr. 9: Bürgerhaus
Das Gebäude wurde 1861 von Baumeister Adolph Ringer gebaut.

### Nr. 10: Bürgerhaus
Das Gebäude wurde 1860 von Baumeister Wilhelm Gross errichtet.

### Nr. 14: Bürgerhaus
Das Haus wurde 1872 / 1873 vom Architekten F. Hanauer und dem Baumeister Andreas Luckeneder errichtet. Die beiden Hauptgeschoße werden durch eine ionische Riesenpilasterordnung zusammengefasst. Zusätzlich verfügt die Fassade über einen repräsentativen Eckrisalit, der im vierten Stock durch gekuppelte korinthische Pilaster gegliedert wird.

### Nr. 15–17: Bürgerhaus
Das Bauwerk wurde 1875 von Baumeister Peter Gerl errichtet. Das Gebäude ist viergeschoßig und hat eine repräsentative Fassadengestaltung Richtung Radetzkystraße und Radetzkyplatz. Richtung Radetzkyplatz hat die Fassade Runderker mit Karyatiden. In den drei mittleren Achsen sowie den Eckachsen wird die Fassade durch Supraporten rhythmisiert. In städtebaulicher Hinsicht bildet dieses Gebäude einen wichtigen Bestandteil des Ensembles des Radetzkyplatzes.

### Nr. 19: Bürgerhaus
Das Haus wurde 1879 von Karl Quidenus für Karl Bley errichtet. Die dem Platz zugewandte Fassade verfügt über eine monumentale Fassade mit Stilelementen der Neorenaissance. Die im Haus befindliche Apotheke trägt den Namen Zum Feldmarschall Radetzky. 1908–1970 befand sich hier auch das Radetzkykino. Der Einzug der Apotheke erfolgte 1905.

### Nr. 25–27: Bürgerhaus
Das Bauwerk wurde im Jahr 1905 vom Architekturbüro Josef und Anton Drexler als monumentaler Straßenhof für die Wiener Molkerei errichtet. Bis zum Zweiten Weltkrieg befand sich in diesem Haus das jüdische Vereinsbethaus „Oseh Tow“ („Man tut Gutes“).

### Nr. 24–26: Bürgerhaus
Das Gebäude wurde in den Jahren 1847 bis 1849 nach von Baumeister Josef Kastan vorgelegten Plänen für den Stadtbaumeister und Architekten Mat(t)hias Vlasz († 9. Juli 1887) errichtet. Die Ecklösung ist turmartig mit vertikal zusammengefassten und verbundenen Fensterachsen. Der geplante Dekor wurde nicht ausgeführt. Insgesamt gilt es als bemerkenswert frühes Beispiel der Aufnahme neugotischer Formen im Zinshausbau. Das traditionsreiche Kaffee Urania im Erdgeschoß auf Nr. 24, Ecke Obere Weißgerberstraße, wurde 2016 geschlossen. Nach Renovierungen zwischen 2015 und 2018 sollte das Haus im Jahr 2018 aus Spekulationsgründen und der neu in Kraft tretenden Bauordnung ab 1. Juli 2018 (zum Schutz von Gründerzeithäusern) abgebrochen werden. Gegen den Abbruch des architektonisch bedeutsamen Baues regte sich Widerstand, letztendlich konnte er aber nur hinausgezögert werden. Der vordere Teil Richtung Franzensbrücke (Nr. 26) wurde 2022 abgerissen.

### Bilder

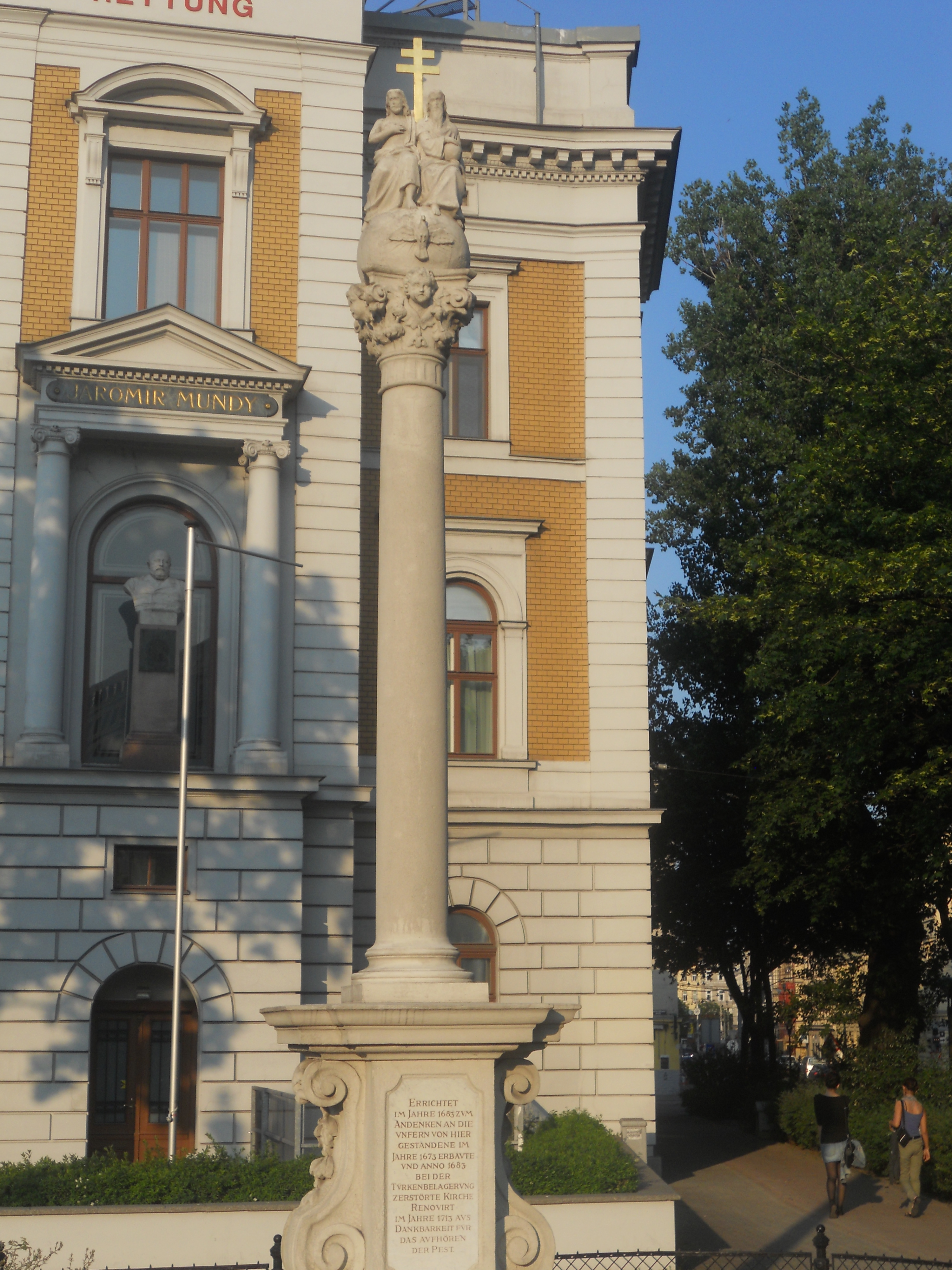
Die Dreifaltigkeitssäule
Rettungszentrale vom 2. Bezirk aus gesehen
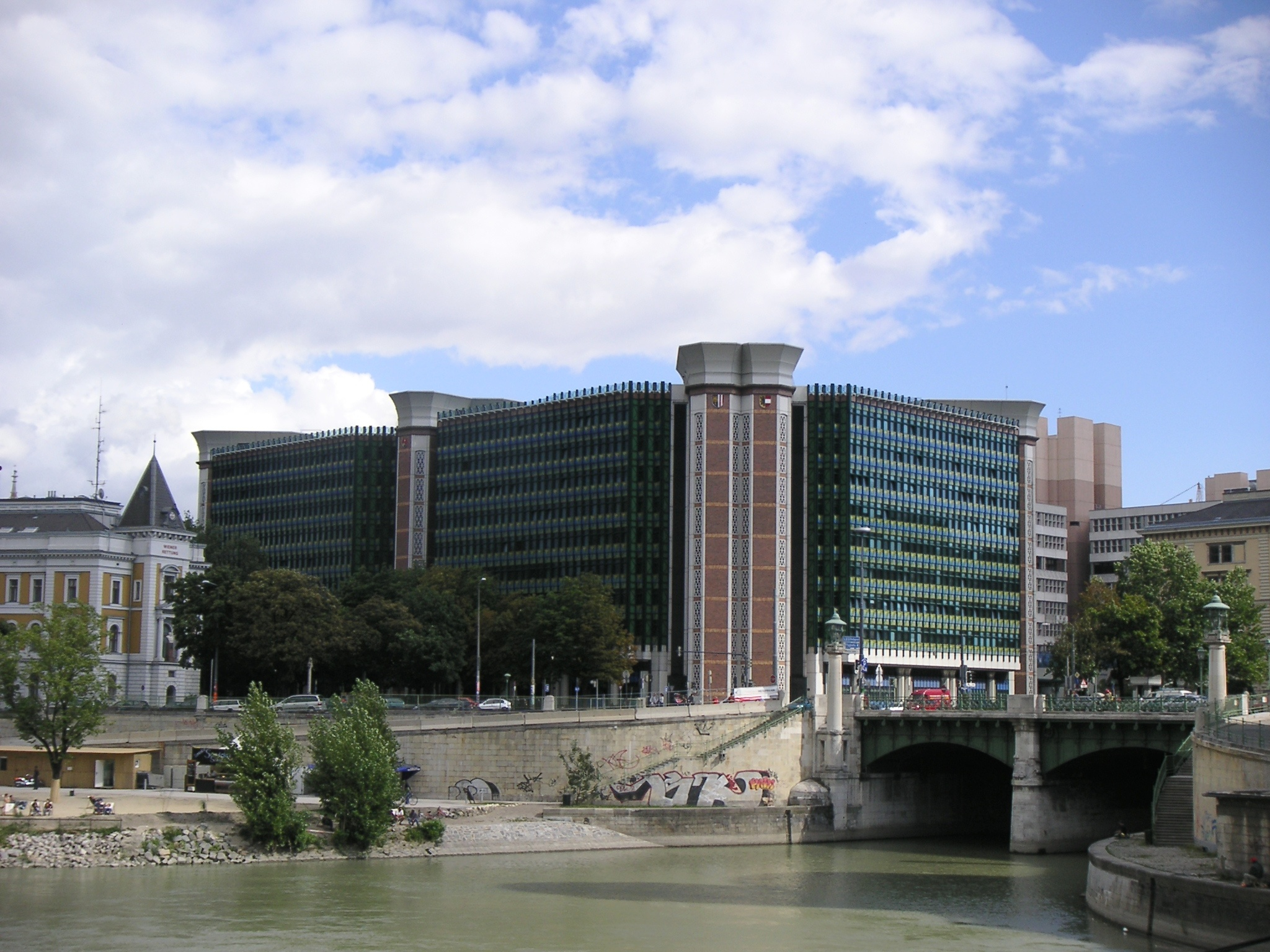
Bundesamtsgebäude vom 2. Bezirk aus gesehen
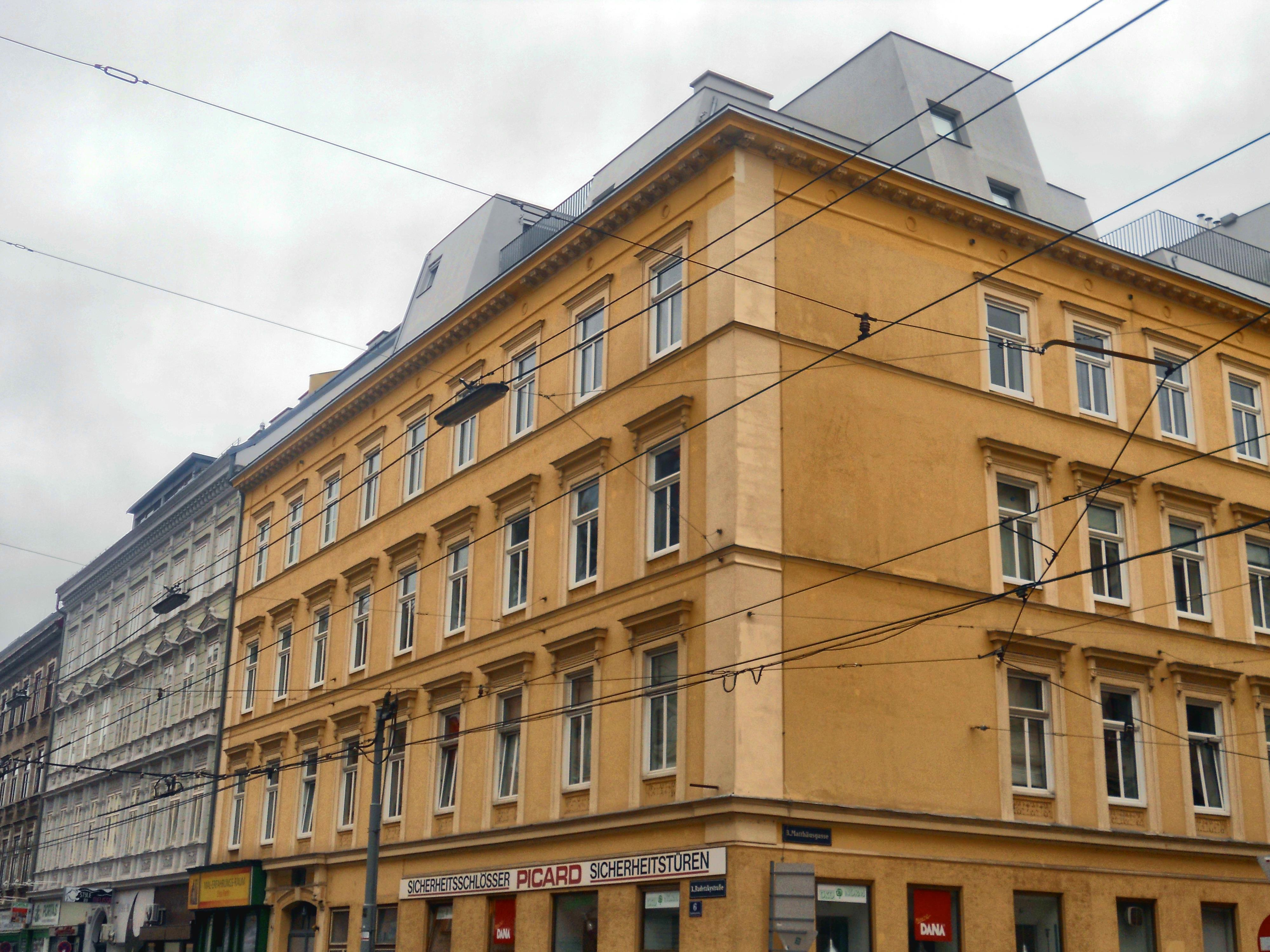
Radetzkystraße 6 mit dem „Tunesischen Dorf“ als Dachaufbau
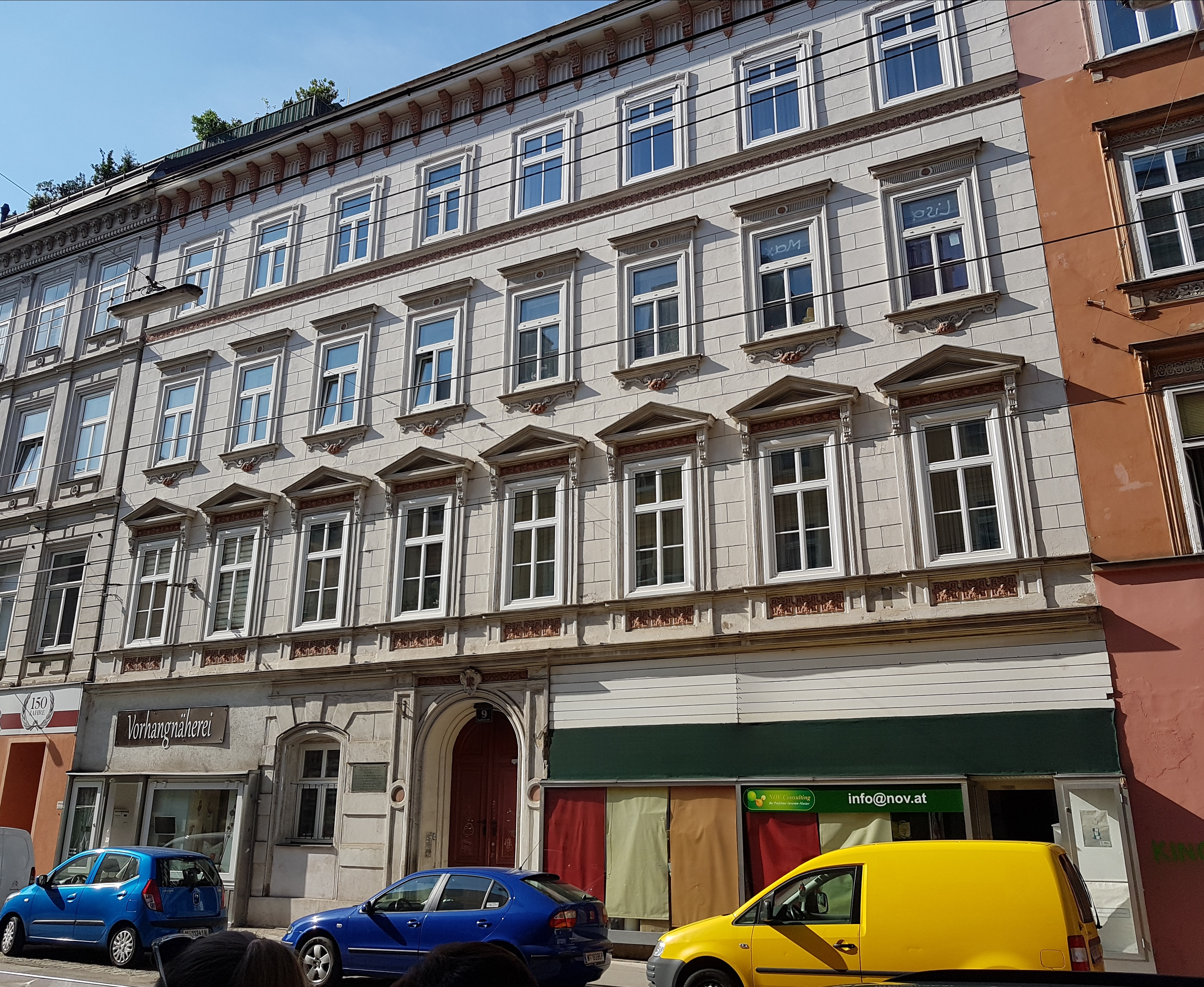
Nr. 9, Teil des frühhistoristischen Ensembles
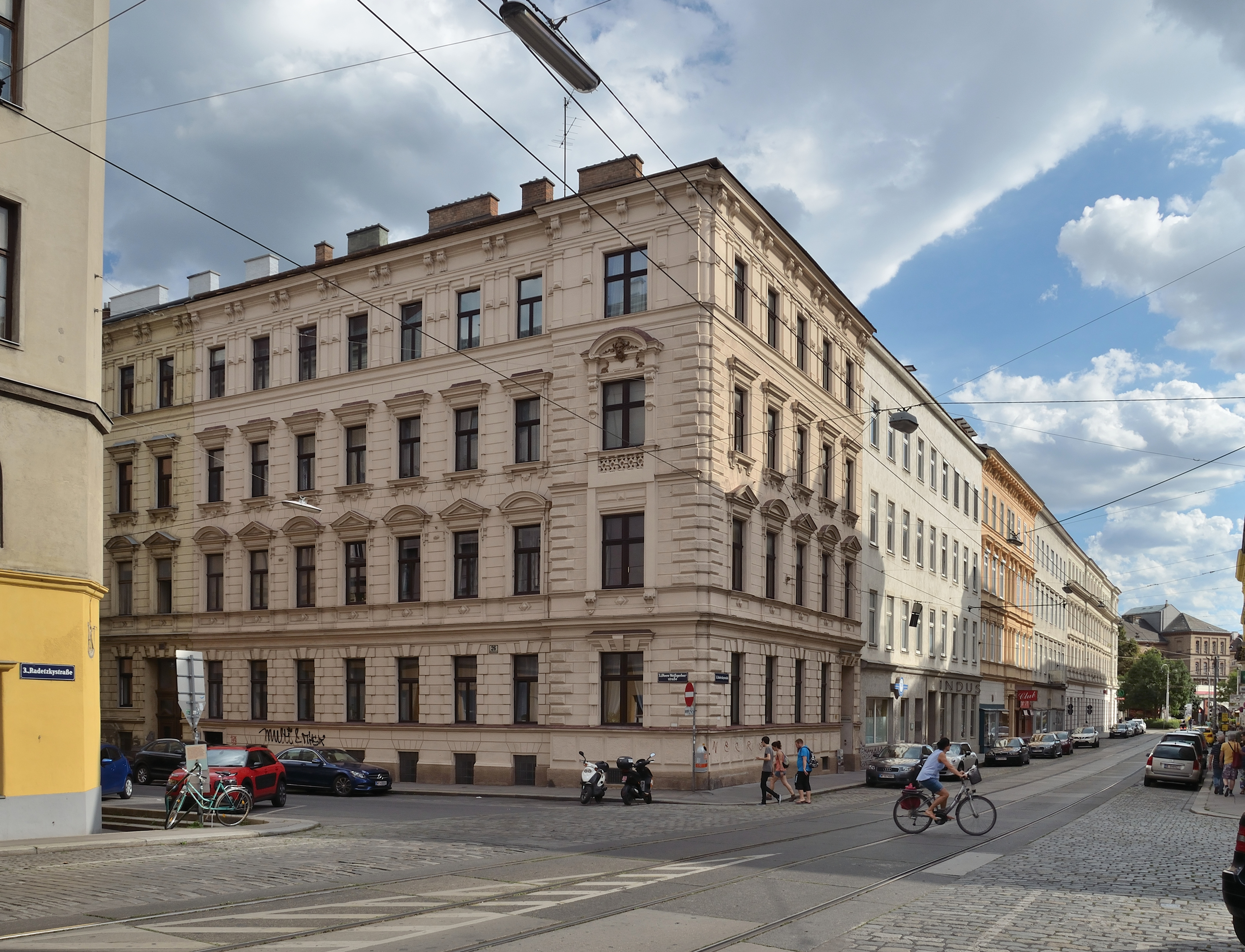
Oberer Teil der Radetzkystraße: Häuser Nr. 22–14
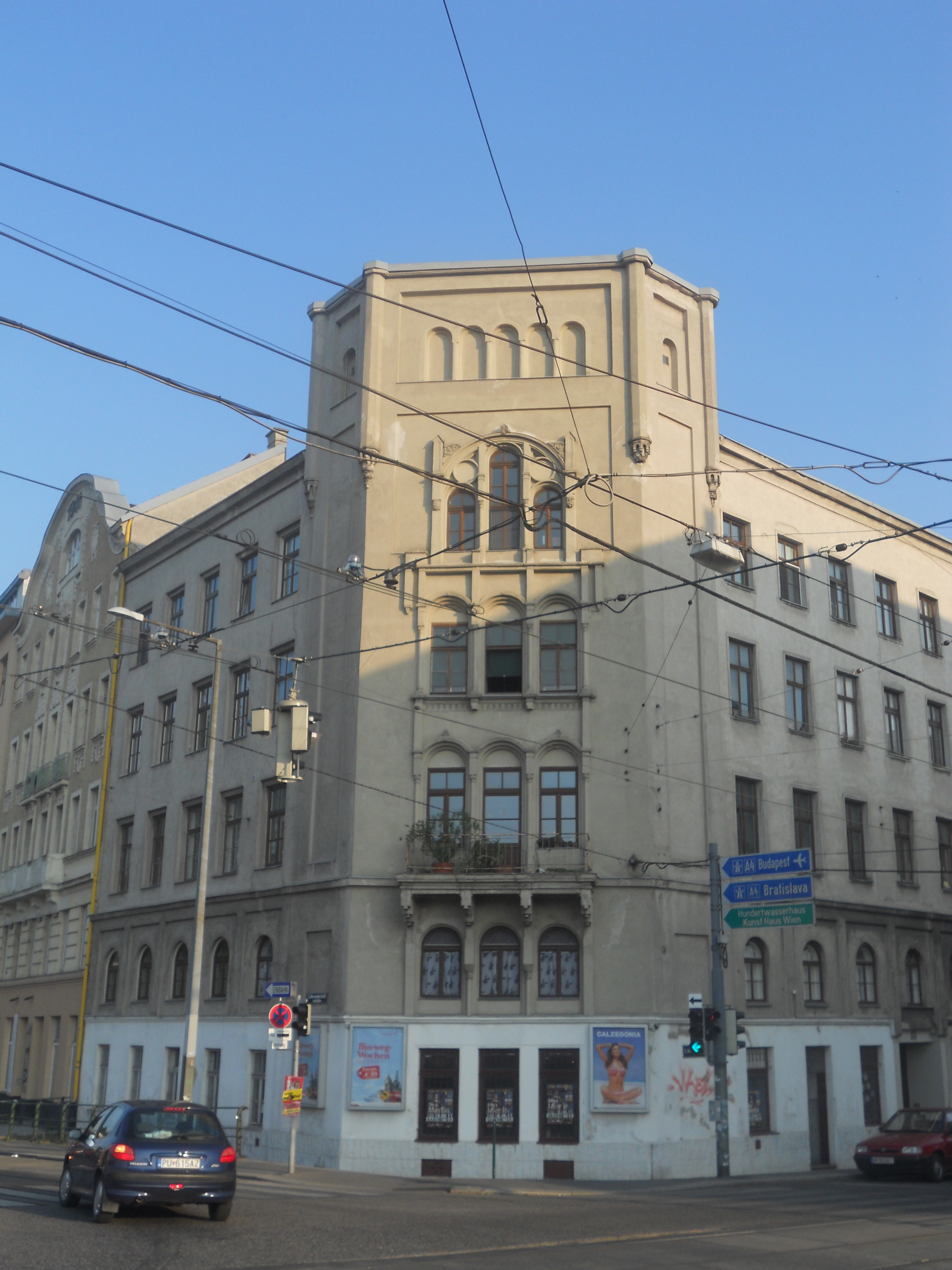
Radetzkystraße 24–26 in noch intakter Form, rechts; links die Dampfschiffstraße
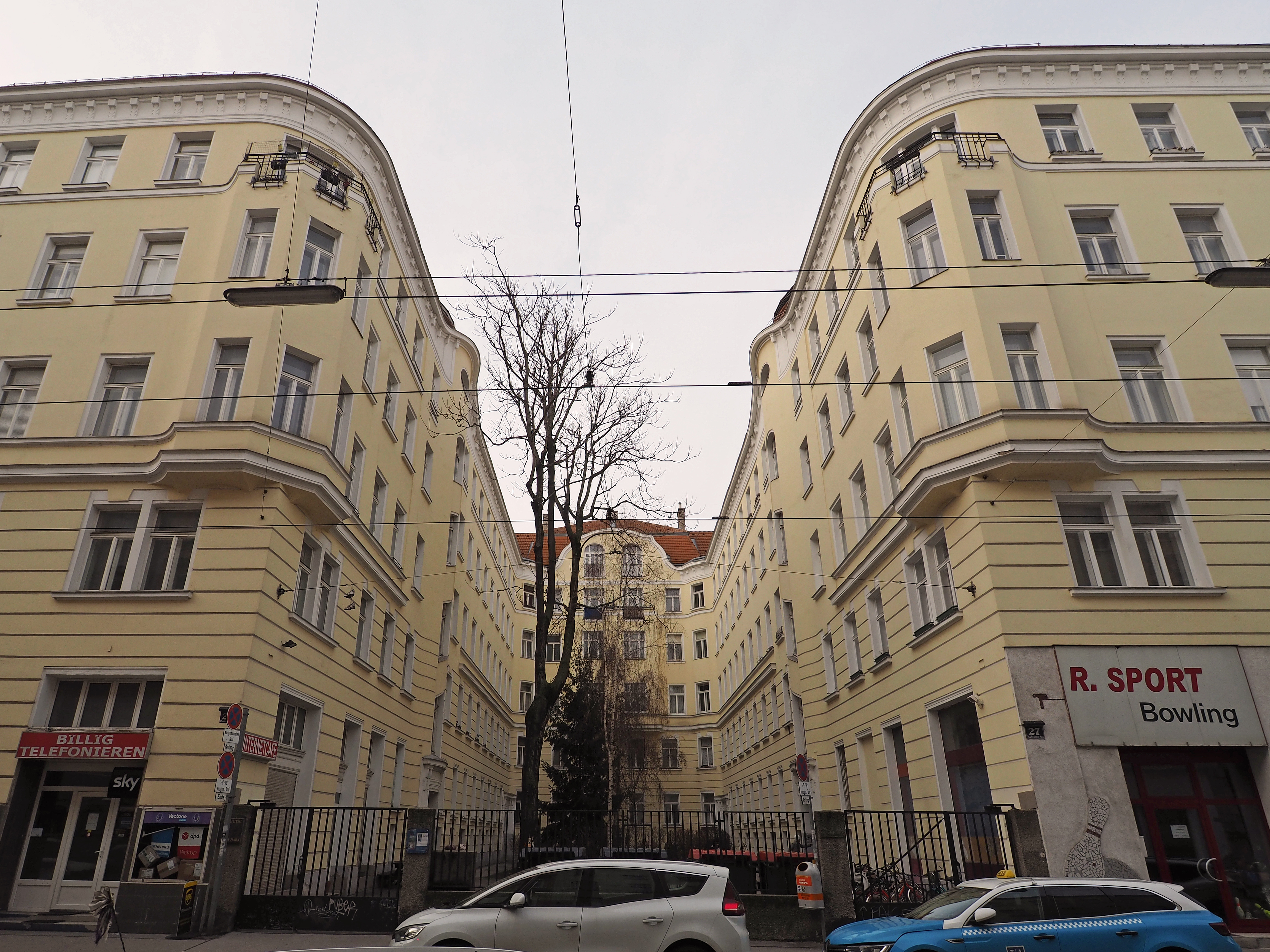
Straßenhof von Nr. 25–27

## Straßenbahnverkehr
Die Radetzkystraße ist seit 1873 in das Netz der Straßenbahn Wien eingebunden; damals wurde die Pferdebahnstrecke von der Urania durch die Radetzkystraße in die Löwengasse eröffnet. 1898 wurde diese Strecke elektrifiziert, 1902 die Verbindung vom Radetzkyplatz zum Praterstern geschaffen.
Stadtzentrumsseitig schließt sie an Franz-Josefs-Kai bzw. Uraniastraße und an die ehemalige Zweierlinie an; in der anderen Richtung verbindet sie über die Franzensbrücke zum Praterstern und durch die Löwengasse in den Prater. Heute werden diese Verbindungen von den Linien O (sprich: o) und 1 bedient. Für so genannte Kurzführungen der Linien steht eine Gleisschleife um den Häuserblock des Gymnasiums Radetzkystraße zur Verfügung.

## Anmerkung
1. ↑  In Felix Czeikes Historischem Lexikon Wien wurde das Datum der Umbenennung der Prager Straße, 1909, irrtümlich als Benennungsdatum für die Radetzkystraße insgesamt angeführt. Im Stichwort Prager Straße (3.,) wurde die Umbenennung irrtümlich mit 1919 angegeben.

Koordinaten: 48° 12′ 40,1″ N, 16° 23′ 14,7″ O